# Pașă

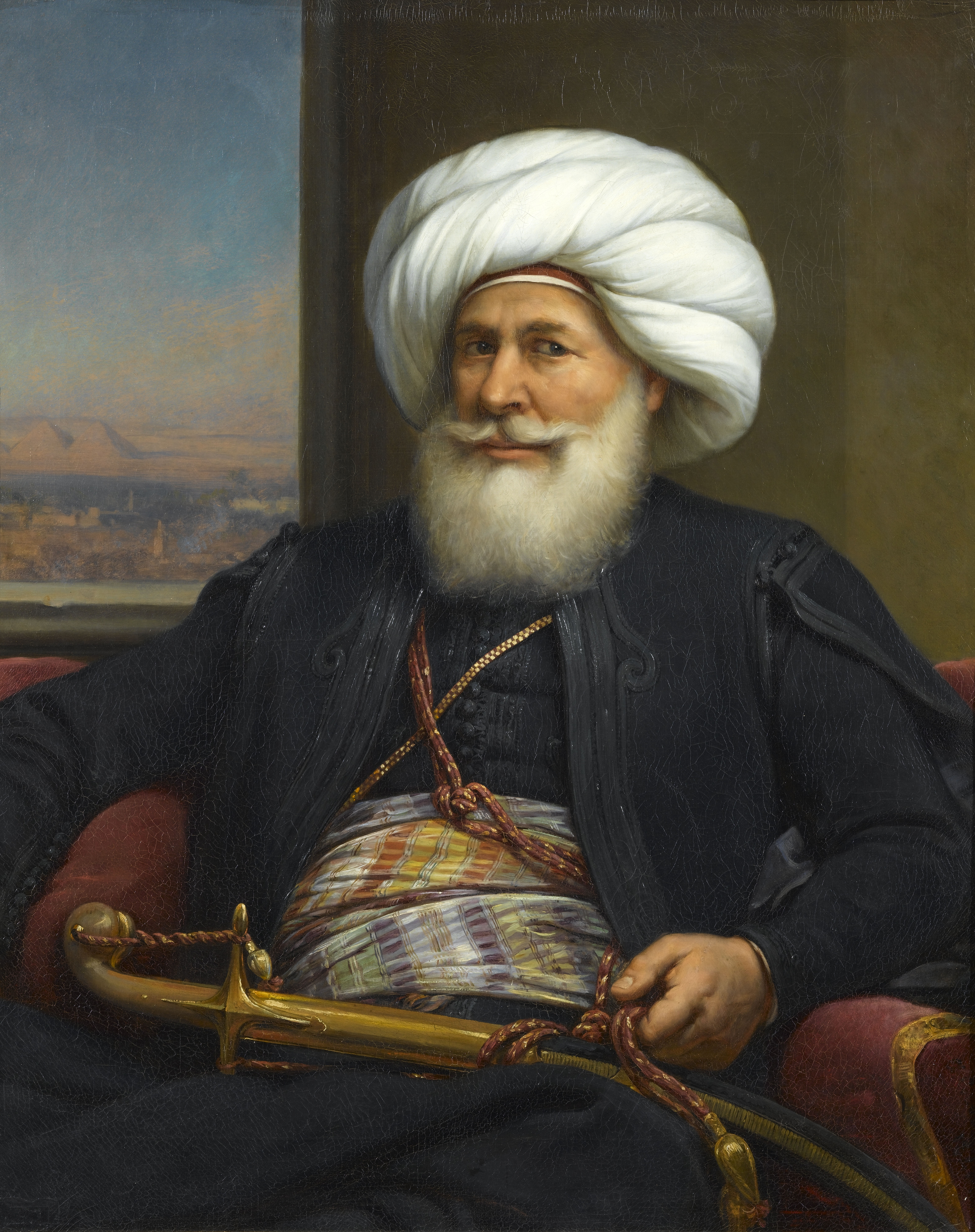
Muhammad Ali Paşa

Pașa, cunoscut și ca bashaw, (în limba turca pașa) a fost un înalt titlu în sistemul politic imperial otoman, care se acorda de obicei guvernatorilor, generalilor și altor demnitari de rang înalt. De asemenea, era folosit ca titlu onorific, în mod asemănător cu britanicul Lord. În Egiptul prerepublican, a fost unul dintre cele mai înalte titluri onorifice. 

## Etimologie
Cercetătorii consideră că „pașa” este un derivat în limba turcă din baș or baș ağa,(conducător, șef). În limba turcă veche, nu se făcea distincție între „b” și „p”, iar cuvântul era scris în secolul al XV-lea sub forma „bașa”. În documentele europene, titlul a apărut la început scris cu „b” - bashaw, bassaw, bucha, bassa.  Datorită prezenței otomane în regiunile locuite de arabi, cuvântul „pașă” a intrat și în limba arabă sub forma „bașa” (datorită absenței literei „p” în arabă). 

## Rolul pașei în sistemul politic otoman și egiptean

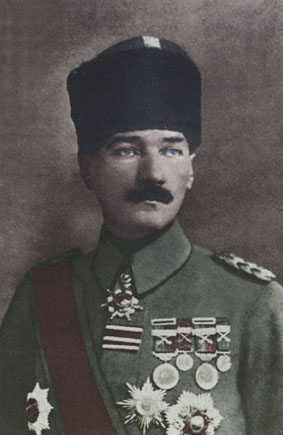
Mustafa Kemal Paşa

Sultanul otoman avea dreptul să confere titlul de „pașa”. 
Muhammad Ali, un lider militar albanez, care a ajuns conducătorul Egiptului în 1805, a primit  numele de „Pașa” al  Eyalet-ului Egiptean. Titlul de pașa a fost purtat și de succesorii acestuia, Ibrahim și Ismail. Ultimul l-a convis pe sultanul Abdülaziz să-i acorde și titlul de khedive ("vicerege").
La origini, titlul de „pașa” era acordat doar comandanților militari, dar cu timpul a fost folosit pentru onorarea unor înalți oficiali civili sau militari, ca și a unor persoane care, fără să facă parte din administrația imperiului, primeau recunoașterea poziției dominante în societatea otomană. 
. 

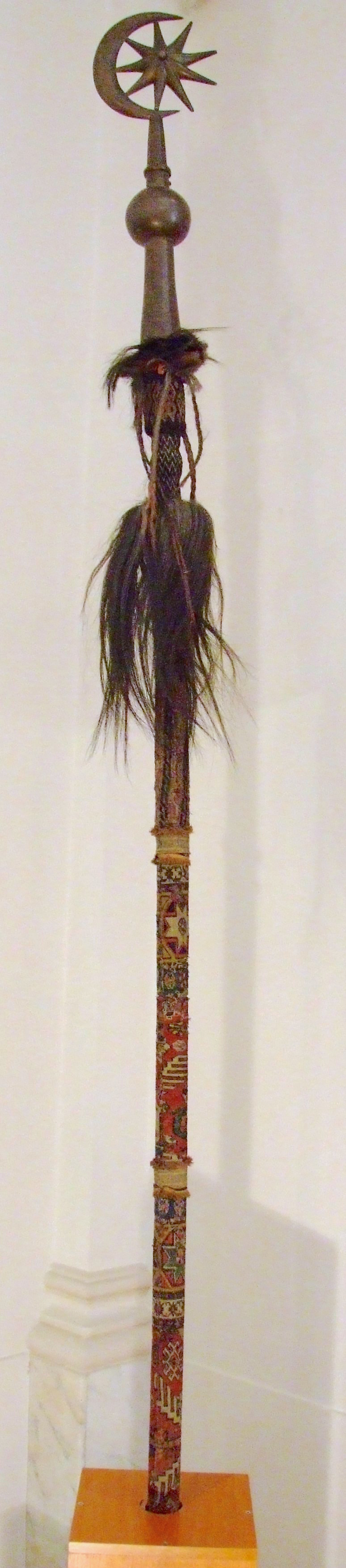
Un tui cu două cozi de cal, semnul rangului unui paşă

Rangul de pașă era superior celui de bey și  agă, dar inferior celor de khedive și de vizir. 
Existau trai ranguri de pașă – cu una, două sau  trei tuiuri (cozi de cal, uneori de păun). Pașalele erau îndreptățite să le expună în timpul campaniilor militare, ca semn al autorității militare. Sultanul, care era și comandantul suprem al armatei, era singurul care avea dreptul să arboreze un tui cu patru cozi de cal. 
Următoarele grade militare erau îndreptățite să poarte titlul de „pașa” (gradele inferioare puteau purta titlul de „bey” sau „ effendi”): 
- Vezir-i Azam (Marele vizir, funcție similară cu cea de prim-ministru, care era și înlocuitorul la comandă a sultanului)
- Mushir (feldmareșal)
- Ferik (general-locotenent al armatei terestre sau amiral al marinei militare)
- Liwa (general maior sau  contraamiral)
- Kizlar Agha (Enucul negru, cel mai înalt funcționar din Palatul Topkapı și comandant al corpului halebardierilor palatului)
- Șeyhülislam, clericul cu cel mai înalt rang, cu rang de ministru în guvernul imperial.

Dacă un pașa guverna o provincie otomană, aceasta era numită „pașalîk”. Atât beylerbeyii (guvernator general) cât și vali (guvernator) erau îndreptățiți să poarte tuiul de pașa. 
Autoritățile otomane și egiptene confereau titlul de „pașa” atât musulmanilor cât și creștinilor. De asemenea, titlul de „pașa” era conferit unor cetățeni străini aflați în slujba Imperiului Otoman.

## Titlu onorific
De obicei, titlul urma numelui de familie. Deși titlul nu era ereditar, în străinătate „Pașa” a fost considerat ca o parte a numelui de familie. În practică, deși titlul nu era ereditar, fii unui pașa erau numiți pașazada, atâta vreme cât tatăl lor era în viață. 
În zilele noastre, titlul este folosit de către media și publicul din Turcia ca titlu onorific pentru generalii de armată, deși în mod oficial acest rang a fost abrogat.